# Östen
Ne doit pas être confondu avec Osten ou Oosten.
Cette page présente le prénom Östen ainsi que ses variantes.
Östen est un prénom masculin scandinave dérivé du vieux norrois Eysteinn (ou Øystæinn), formé des éléments ey « chance » et steinn « pierre ». Dans les pays nordiques, ce prénom se rencontre en Suède ainsi qu'en Finlande, parmi la population suédophone. Sa variante norvégienne est Øystein ; sa variante islandaise est Eysteinn.
Le prénom Östen est à l'origine du patronyme suédois Östensson signifiant « Fils de Östen ».

## Personnalités portant ce prénom
- Östen Mäkitalo (1938–2011), ingénieur électronicien suédois ;
- Östen Sjöstrand (1925–2006), poète et traducteur suédois, membre de l’Académie suédoise ;
- Östen Undén (1886–1974), homme d'État suédois ;
- Östen Warnerbring (1934–2006), chanteur, musicien, compositeur et parolier suédois.